# 銀座
銀座（日语：／ Ginza */?）是位於日本東京都中央區的商業區，以國際知名的百貨公司、精品店、餐廳和咖啡館等設施而聞名，是東京其中一個代表性地區。被認為是世界上最昂貴、最豪華的繁華區之一。在過去曾與日本橋和神田一起構成了下町的核心。
銀座位於日本中央區西部，分為銀座一丁目至銀座八丁目。銀座四丁目與銀座五丁目之間被晴海通所分隔，全部8個丁目由中央通貫通。銀座是高級商店街的象徵，因此日本各地商店街常可見冠以銀座之名的「某某銀座」。

## 歷史
銀座的名稱源自江戶時代初期，具體時間不可考。1612年，銀錠鑄造所由駿府（今日静岡市）遷至江戶（今日東京）現銀座之地，因此被名為銀座。
1872年銀座一帶發生火災，災後建成了不少兩至三層高，由英國建築師湯馬士·華達士 設計，以磚建成的建築物，並設置煤氣路燈，成為當時日本文明開化的象徵街道，稱作「銀座磚瓦街」。1877年，道路兩旁開始種植行道樹。
1923年9月1日關東大地震發生，經災後重建，銀座變成繁華地區。1945年3月10日東京受到美軍大轟炸，銀座也無一倖免，戰後再度重建，銀座漸成現今規模。1966年，銀座西面原江戶城外堀（護城河）、南面的汐留川與北端的京橋川被填平以興建東京高速道路高架橋。高速道路下層建成商店街，由於行政區劃未被確定，被俗稱為銀座9丁目。

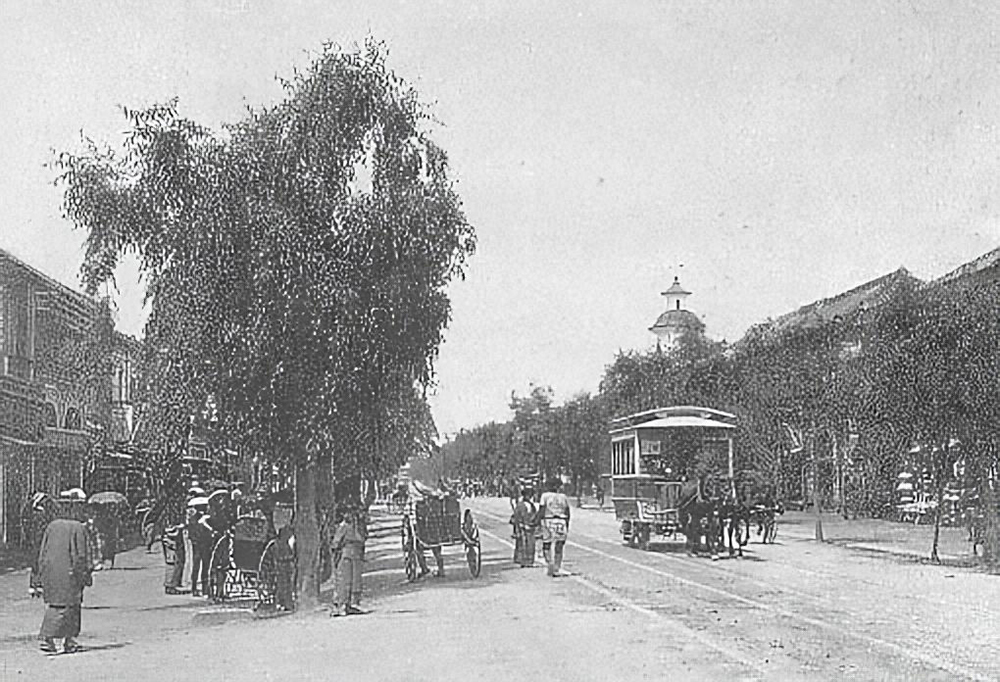
19世纪80年代的銀座磚瓦街
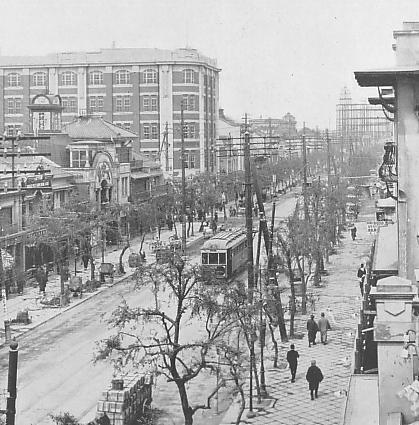
1920年前后的银座
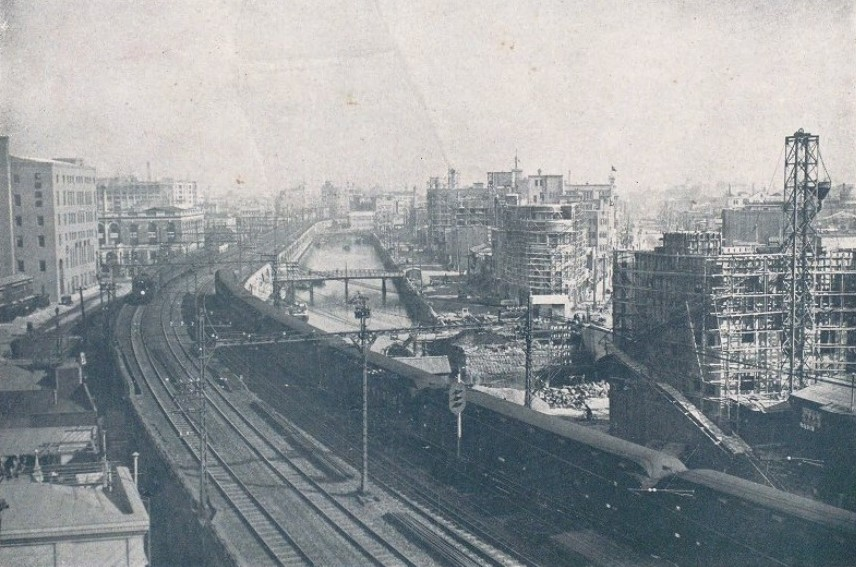
1930年，银座正经震后重建
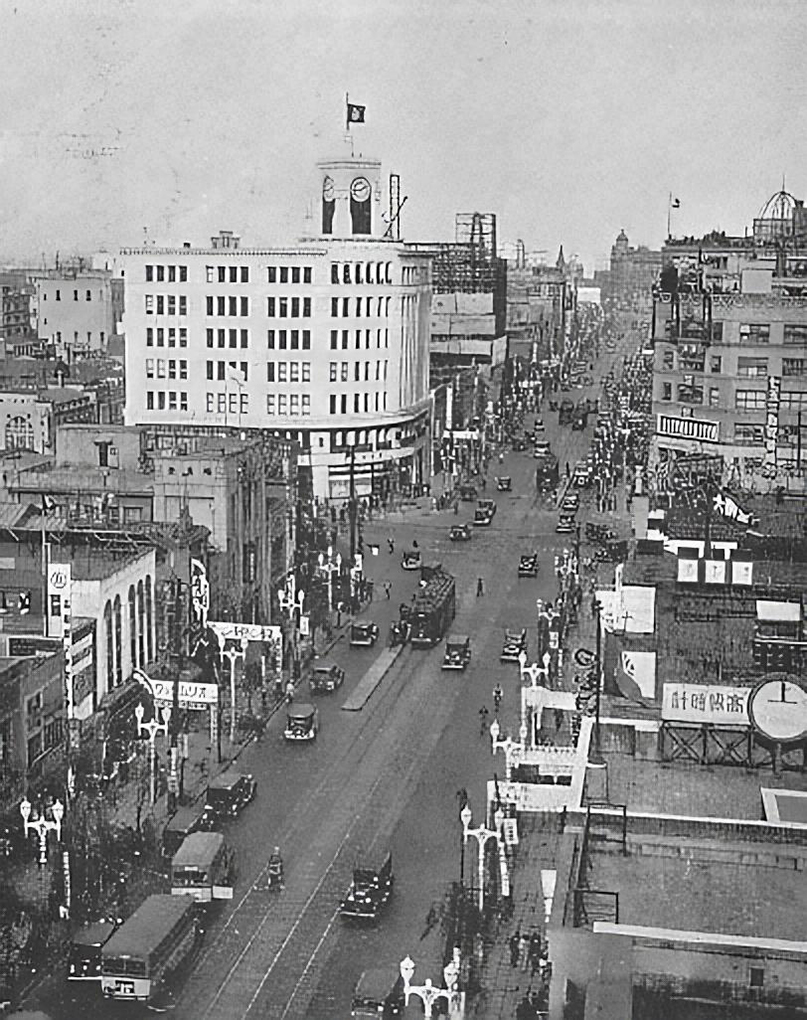
1933年的银座
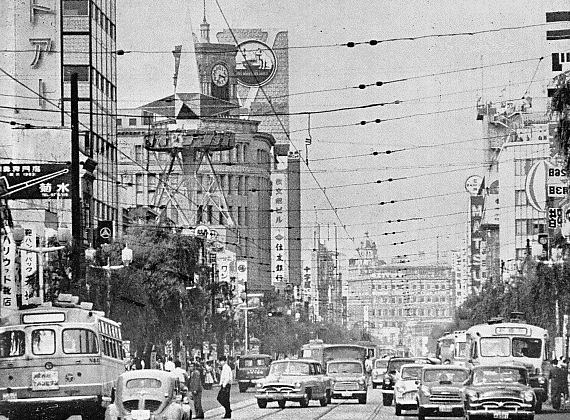
战后20世纪60年代的银座

## 经济
銀座設有多家百貨公司，包括和光、三越、松屋、松坂屋、Melusa（メルサ）、GINZA SIX、春天百貨銀座（已結業）等。高級品牌專門店如愛馬仕、Gucci、Chanel，亦有各式飲食店及高級餐廳，高級夜總會等。近年來，優衣庫等連鎖時尚店、藥妝店店舖在銀座開設的數量也不斷增加。同時包括麥當勞、星巴克、H&M、Apple Store在日本開設第一家店鋪，也落戶在銀座，更使銀座成為多年來日本傳播西方文化的重要區域。
銀座的主要道路，在星期六、星期日中午到傍晚會被封閉，在日語中被稱作「步行者天國」。

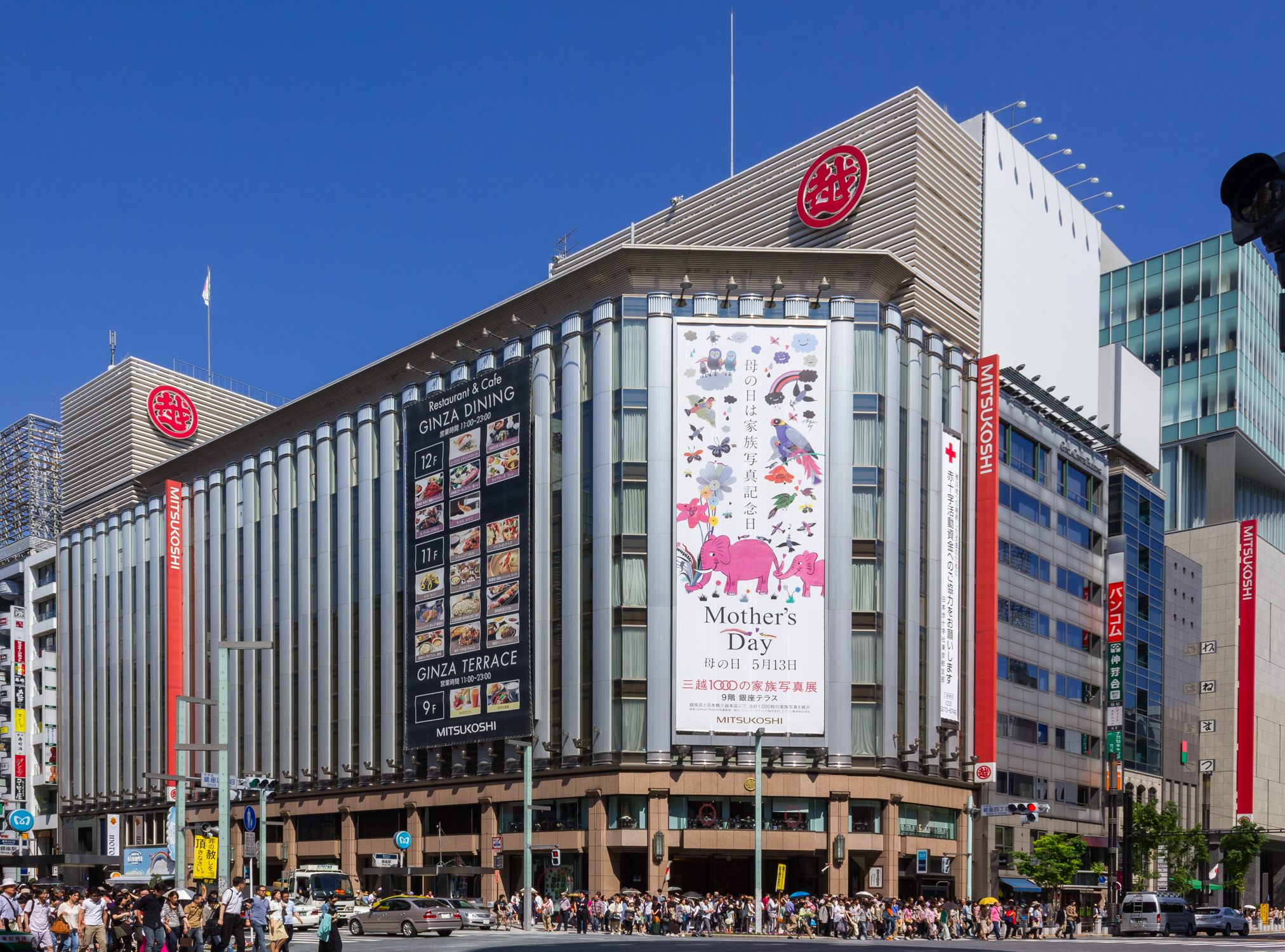
银座三越
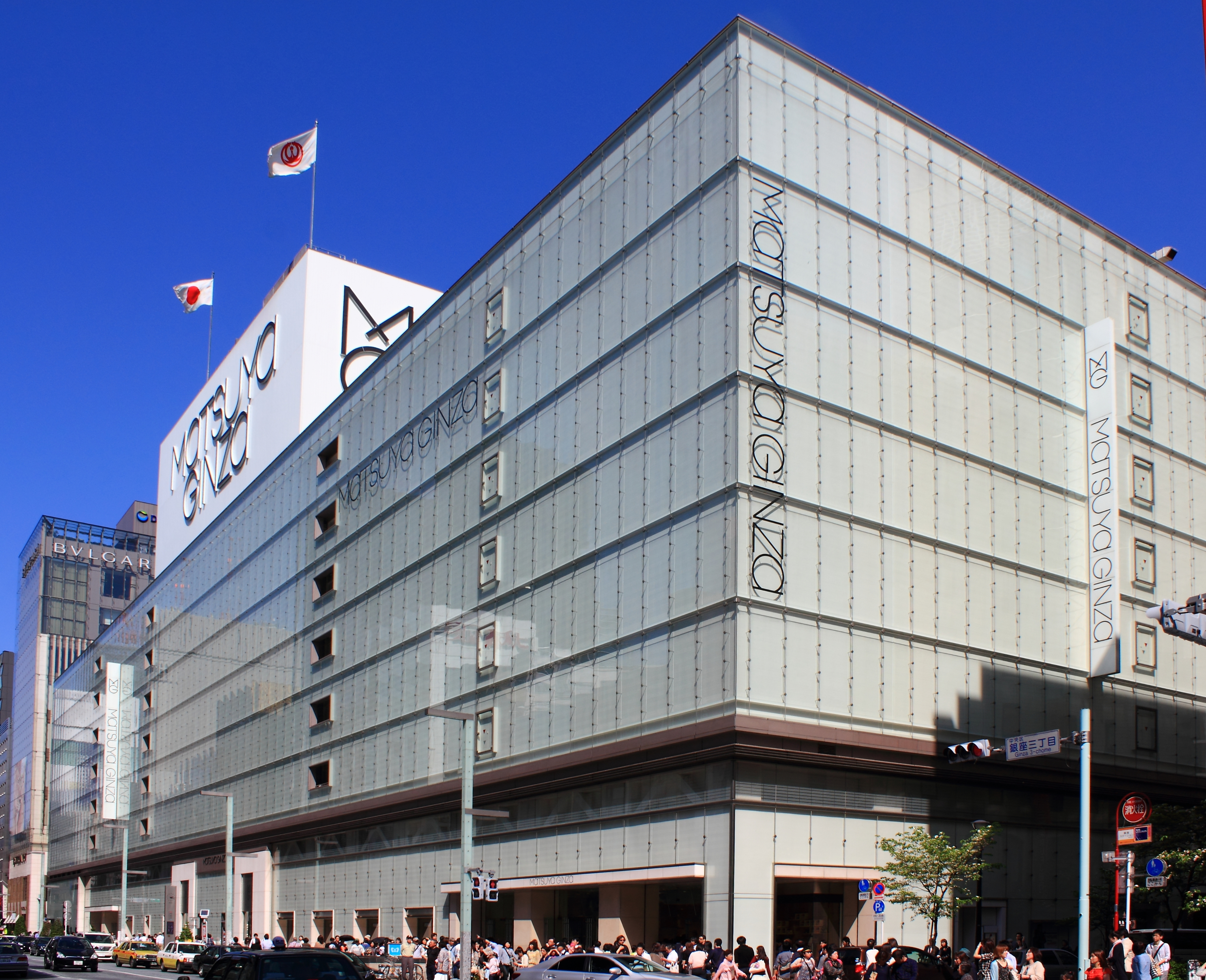
银座松屋本店
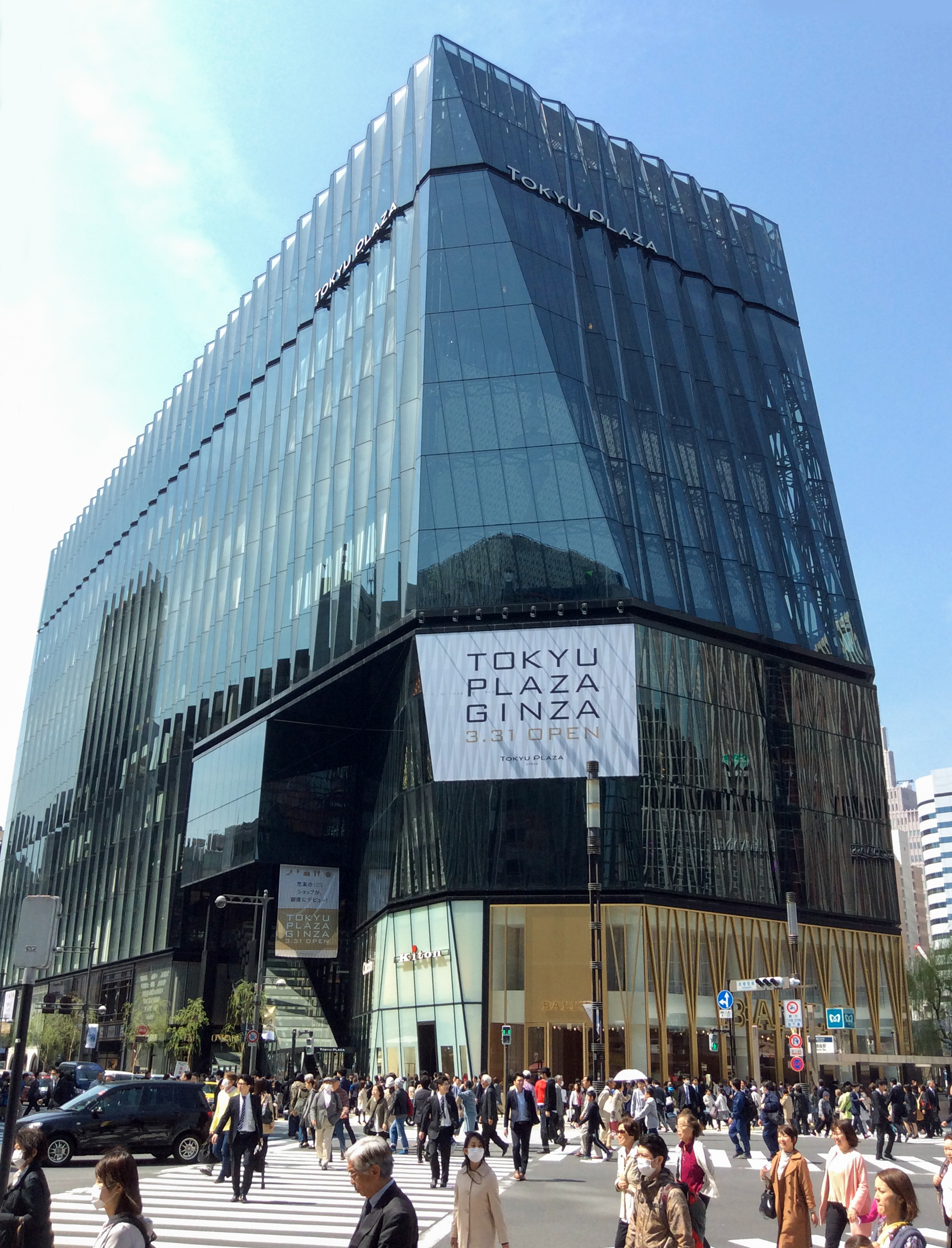
东急广场
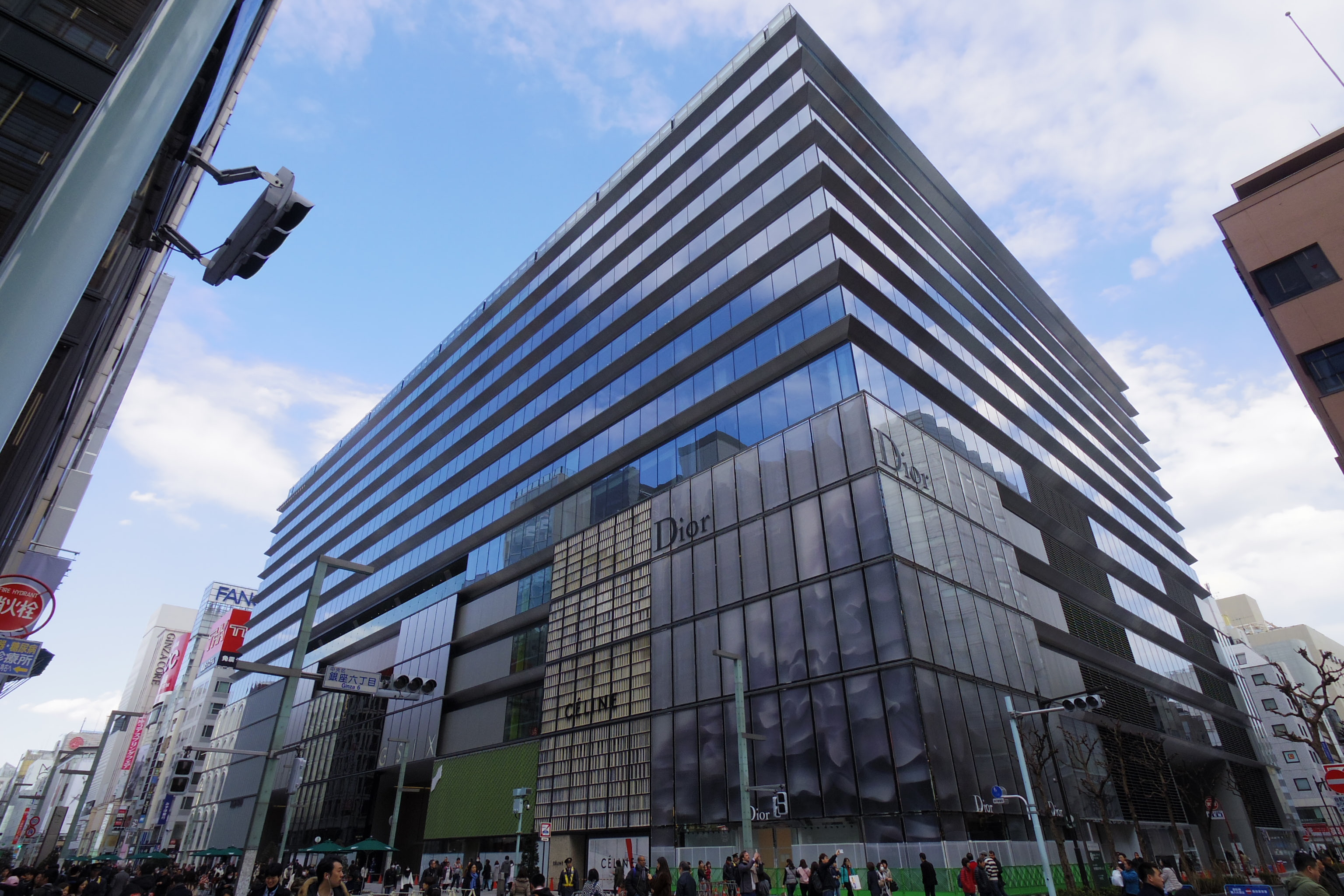
GINZA SIX

## 交通
- 中央通
- 晴海通
- 首都高速道路都心環狀線銀座出入口
- 銀座站
- 東銀座站
- 銀座一丁目站
- 有樂町站

## 以銀座為背景的電影
- 007 - 鐵金剛勇破火箭嶺/雷霆谷
- 迷失東京
- 太陽的季節
- 黑色皮革手册

## 外部連結
- Tokyo Essentials: Ginza （页面存档备份，存于）
- Ginza Concierge
- Ginza （页面存档备份，存于） Architecture and Map